# 英宗 (宋)
英宗（えいそう、1032年2月16日 - 1067年1月25日）は、北宋の第5代皇帝。諱は最初は宗実(そうじつ)、後に曙(しょ)。実父の濮王趙允譲は仁宗の従兄にあたる。母は趙允譲の側室の任氏（仙游県君）。
仁宗が崩御した際に嗣子が無かったため、傍系の英宗が第5代皇帝として即位した。英宗は英邁な人物であり、対外戦費のために破綻していた財政を再建するために改革に着手しようとしたが、改革に反対する勢力が強く、また父の趙允譲の待遇を巡る濮議が発生した。
さらに英宗自身も病弱であり、在位わずか4年にして病死したため、改革は失敗に終わった。

## 在位中の宰相
- 韓琦
- 曾公亮（中国語版）

## 家族

### 妻妾
- 正室：高滔滔（宣仁皇后）
  - 長男：神宗 趙頊 - 第6代皇帝
  - 長女：陳国長公主（恵和帝姫） - 王師約に降嫁した。
  - 次男：呉栄王 趙顥
  - 三男：潤王 趙顔
  - 次女：蜀国長公主（明恵帝姫） - 王詵に降嫁した。
  - 三女：韓国魏国大長公主（賢徳懿行帝姫） - 張敦礼に降嫁した。
- 側室：修容張氏（仁宗温成皇后の従妹）、貴儀張氏、昭儀鮑氏
- 生母不詳の子女
  - 皇女：徳安公主 - 許玨に降嫁した。